# Антоније Ивић
Антоније Ивић (Горњи Рибник, код Кључа, 10. август 1919 – Горњи Бараћи, код Мркоњић Града 21. август 1944), учесник Народноослободилачке борбе и народни херој Југославије.

## Биографија
Рођен је 1919. године у селу Горњи Рибник код Кључа. Потицао је из сиромашне сељачке породице, па је веома млад пошао у свет и до почетка Другог светског рата је радио као шумски радник.
Јула 1941. године, прикључио се устанку у околини Кључа. Од првих дана борби почео је се истицати храброшћу — убио је двојицу усташких жандарма и учествовао у ослобођењу групе затвореника, које су усташе биле одредиле за стрељање. Био је учесник борбене групе која се борила против 500 усташа, код Горњег Рибника, у лето 1941. године. Ова група успела је да одбије усташки напад и спаси село од усташког покоља.
Почетком 1942. године, као храбар борац, примљен је у чланство Комунистичке партије Југославије (КПЈ).
У нападу на Кључ, августа 1942, заједно са јединицама Прве пролетерске ударне бригаде, учествовала је и његова партизанска чета, чији је био политички комесар. Током борбе, пребацио се у позадину непријатеља са групом бораца, и приликом усташког одступања из града нанео им тешке губитке. Антоније и његова чета испољили су велику сналажљивост у борбама у Пећима, за време Четврте непријатељске офанзиве. Ове борбе трајале су осам дана и осам ноћи, али је непријатељ задржан. Истакао се и у борби код Рибника, у пролеће 1943. године. Тада је његова чета разбила усташе и убила њиховог команданта. Поново се истакао, јуна 1943. године, у борби на путу Кључ-Мркоњић Град.
Рибнички партизански одред је јула 1943. године, у селу Велечеву, поставио заседу легионарској сатнији. За заседу су били искоришћени зидови неколико изгорелих кућа, код раскрснице путева Кључ—Чађавица и Кључ—Рибник. Антоније Ивић, тада је био политички комесар Другог батаљона Рибничког одреда, и он је ископао ров тридесетак метара испред изгорелих кућа и запосео га са двојицом борца. Имали су машинку и две пушке, док је трећи борац, с пушкомитраљезом, остао иза њих. Овакво запоседање положаја било је срачунато на обмањивање непријатеља у смислу јачине партизана, јер је непријатељ био доведен у ситуацију да му је опстанак зависио од заузимања зидина изгорелих кућа. Усташка претходница извршила је јуриш, али их је Антоније са својим борцима одбио. У овом покушају погинуло је доста непријатељских војника, али је непријатељ и даље јуришао. Антоније се тада нашао у безизлазној ситуацији, јер је непријатељ по сваку цену хтео да дође до заклона, али захваљујући њему до тога није успео. Октобра 1943. истакао се у борби против Черкеза код Трамошње. Тада је упао међу њих и уништио једну групу.
Августа 1943. године Антонијев батаљон је ушао у састав тада формиране Тринаесте крајишке ударне бригаде. Са овом бригадом је половином маја 1944. године био упућен ка Бања Луци, јер су Немци уочи Десанта на Дрвар, отпочели померање својих јединица. С групом одабраних бораца, Антоније је пред ноћ 16. маја 1944. године кренуо од Ситнице ка Павловој равни и Мањачи. Дошавши, ујутро 17. маја, у близину Павлове равни, приметио је човека где иде према њима. Наредио је борцима да стану и ћуте. Кад је непознати човек стигао близу Антонија, он је искочио пред њега с упереним пиштољем и питао га ко је. Сазнао је да је то кувар четничке чете, која се налази у близини. Уплашивши се за свој живот, кувар је Антонију казао где се чета налази. Наређено му је да партизане доведе до долине у којој су се налазили четници. Када су стигли до места где су били четници, Антоније Ивић је распоредио борце око долине и наредио им да, кад он отвори ватру, гађају четнике у долини. Четници су седели око казана и Ивић је одмах отворио ватру из машинке. Пошто четници нису имали времена за борбу, убијено је 15 четника, а двојица су заробљена. Неколико рањених четника је било рањено, али су успели побећи.
Командант Тринаесте крајишке бригаде добио је податке да четници Уроша Дреновића, који су били у отвореној сарадњи са усташама, сваког петка долазе на периферију окупиране Бања Луке, где од усташа добију следовање. Након овог сазнања, он је одабрао 15 најхрабријих бораца и ставио их под команду Антонија Ивића. Антонија је упознао о начину доласка четника по следовање, повратка назад и месту где се обично задржавају. То место било је удаљено око 50 километара од Ситнице, где су се налазили партизани. у близини села Зеленци, Ивић је поставио заседу у којој су били 30 четника.
Почетком јула 1944. године, Антоније Ивић је био постављен за команданта Мркоњићко-пљевског партизанског одреда, у коме није било сређено политичко стање. Антоније је одмах по доласку у Одред, предузео мере да учврсти дисциплину и појача борбене активности. Како би омели сређивање стања у партизанском одреду и потискивање прочетничких елемената, четници су на Лисини, окупили све своје снаге са овог терена. Искористивши одлазак Тринаесте крајишке бригаде, с терена Бараћа, четници су 12. августа 1944. године извршили напад на Мркоњићко-пљевски одред, који се налазио у селу Герзову.
Четнички напад је извршен свим снагама у виду потковице. Одред је пружио отпор, али је надмоћ четника била велика. Уверивши се да неће одржати отпор у Герзову, Антоније је наредио повлачење према Поткрају и Бараћима. Кад се Одред извукао и одступио према Шпирићима, Ивић је узјахао коња и у трку кренуо за Одредом. Тада је био погођен четничким хицем и мртав пао с коња.
Указом председника Федертивне Народне Републике Југославије Јосипа Броза Тита, 24. јула 1953. године, проглашен је за народног хероја.